# Ptaki (singel Ani Rusowicz)
Ptaki – drugi singel z Genesis, drugiego albumu Ani Rusowicz. Jako tzw. radiowy airplay singel zadebiutował 9 grudnia 2013.

## Notowania
| Lista                             | Pozycja |
| --------------------------------- | ------- |
| Lista przebojów z charakterem RDC | 8       |
| Lista Przebojów Trójki            | 38      |